# رود بانی
۱۳°۱۶′۳۹″شمالی ۵°۱۷′۳۴″غربی / ۱۳٫۲۷۷۴°شمالی ۵٫۲۹۲۹°غربی

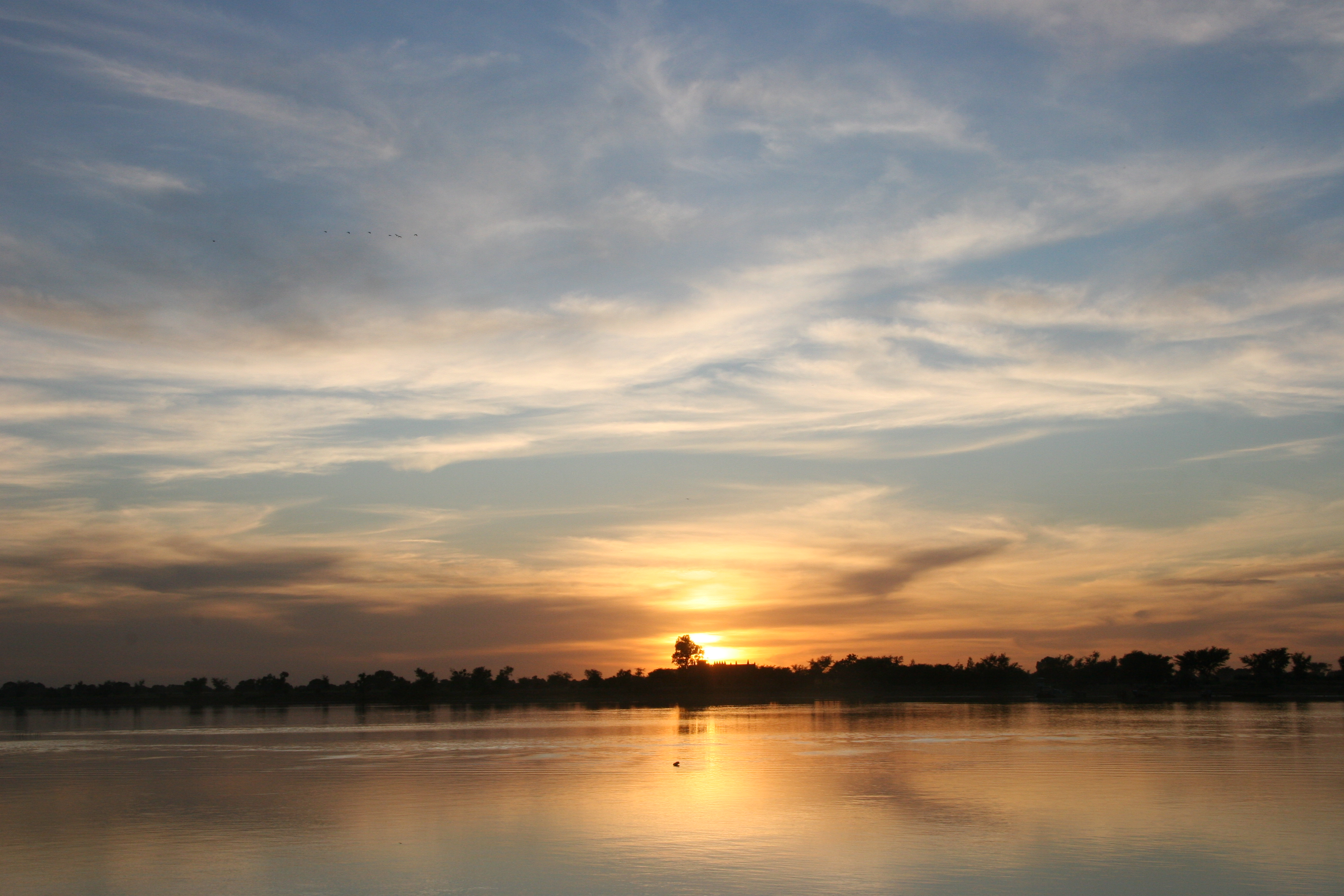
غروب بانی.

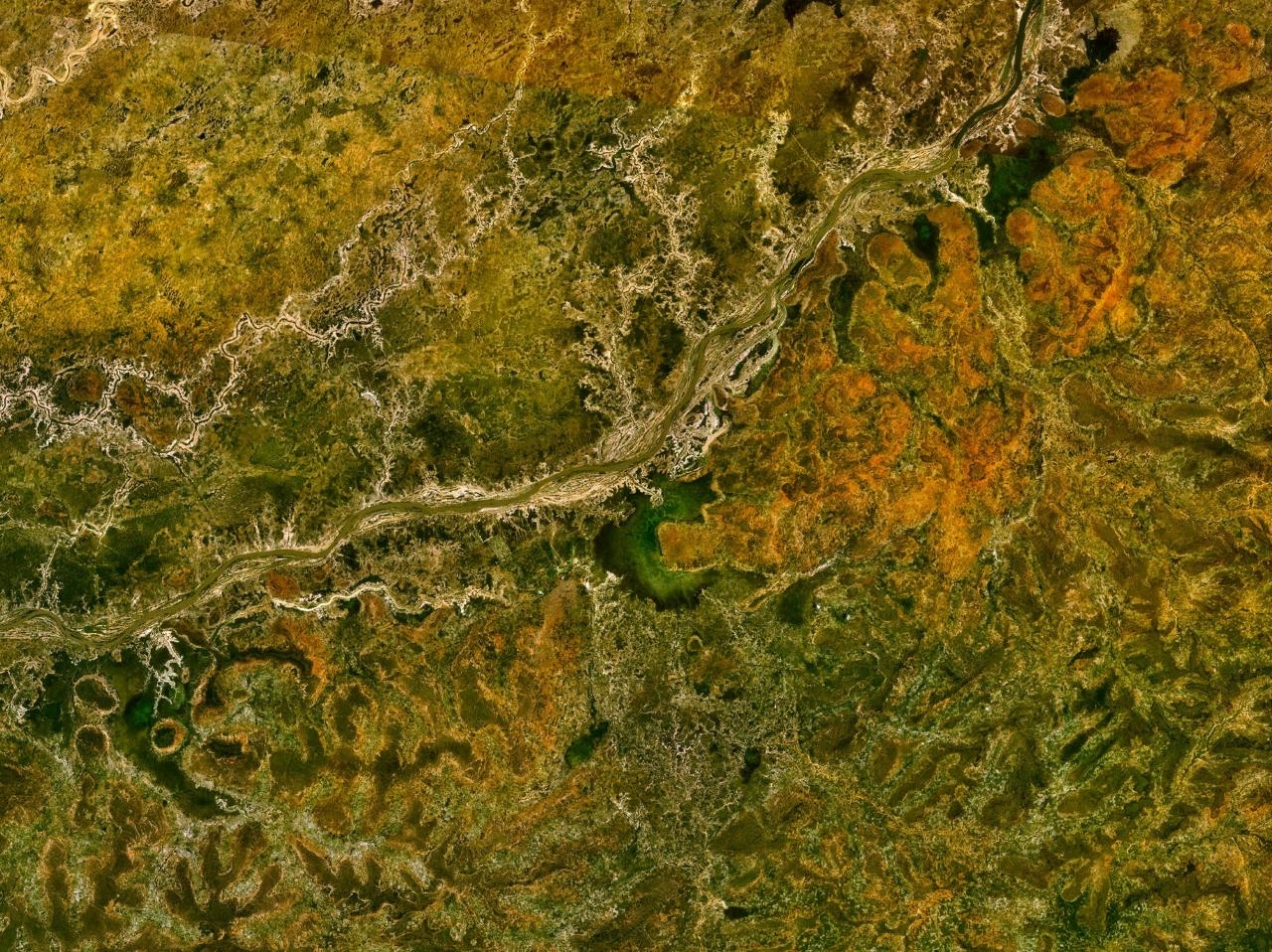
دید ماهواره‌ای از رود بانی.

رودخانه بانی یکی از شاخه‌های رودخانه نیجر در خاور کشور مالی است. بانی در نزدیکی موپتی به نیجر می‌ریزد. رودخانه بانی هر سال پس از باران‌های فصلی از بستر خود بیرون زده و شهر گردشگری جنه را تبدیل به یک جزیره می‌کند.